# Lostau
Lostau là một đô thị thuộc huyện Jerichower Land, bang Sachsen-Anhalt, Đức. Đô thị Lostau có diện tích 14,42 km², dân số thời điểm ngày 31 tháng 12 năm 2006 là 1911 người.